# Juva
Juva es un municipio de la región de Savonia del Sur en Finlandia. 

## Historia
Fue fundado el 19 de enero de 1442 y es el municipio más antiguo en Finlandia por fecha de fundación. Para ese momento, era la segunda parroquia más antigua de Finlandia y tiempo más tarde, otras parroquias se separaron de ella. Algunas fueron: Sääminki (actualmente Savonlinna), Kuopio y Joroinen. La administración municipal fue establecida en 1868.

## Demografía
Es principalmente, una comunidad agricultora, pero también posee algunas industrias, en particular WS Bookwell, una imprenta muy importante en Finlandia. 
El idioma del municipio es el finlandés.

## Cultura
Juva es conocido por ser el lugar de origen de la banda finlandesa de industrial metal, Ruoska.
- Datos: Q1000117
- Multimedia: Juva / Q1000117